# Hees (Soest)
Hees is een voormalig engdorp in de gemeente Soest, gelegen ten oosten van Den Dolder op het terrein van de voormalige vliegbasis Soesterberg.
De naam Hees wordt later gebruikt voor de buurtschap Laag Hees tussen het Soesterveen en de bossen van Pijnenburg, aan de Wieksloterweg. Laag duidt aan dat het gebied laag ligt ten opzichte van Hoog Hees (of Overhees), rond De Paltz en De Zoom.
Hees kende ooit een Heezerengh (gelegen in de noordwestpunt van de vliegbasis), een Heezerzand en een Heezerveen (aan de Wieksloterweg). Het Heezerspoor (nu verdeeld in Heezerspoor Oostzijde, Westzijde en Paltzerweg) was in vroeger tijden een doorgaande route van Amersfoort naar Utrecht. De Wieksloterweg werd als Wijksloot al in 1399 genoemd als grens- en afvoersloot voor het Heezer- en Soesterveen.
In 2004 werd de naam Laag Hees in ere hersteld voor het bosgebied tussen de gemeentegrens met Zeist, de Wieksloterweg, de spoorlijn Soest-Den Dolder en de Biltseweg, nadat dit gebied sinds 1951 abusievelijk Pijnenburg heette. Dat komt doordat het gebied lange tijd bij het landgoed Pijnenburg onder Baarn hoorde.
De bossen in Laag Hees zijn vrij nat. Er groeien veel vochtminnende planten, zoals dubbelloof en moerasrolklaver. De bodem is nogal zuur, wat aan de vele varens en bosbessen te zien is, en voedsel- en kalkarm. Geprobeerd wordt door diverse eigenaren om exotische bomen als douglas, fijnspar en Amerikaanse eik te verwijderen ten gunste van inheemse bomen als eik, beuk, berk, els en grove den.

## Geschiedenis
Hees ligt tegen de Utrechtse Heuvelrug aan, die 200.000 jaar geleden is ontstaan als gevolg van opstuwend ijs dat vanuit Scandinavië Nederland bereikte. Het dekzand dat later door de wind op de bodem geblazen werd, maakte de bodem ondoorlaatbaar. Er ontstond een moerasachtig veengebied dat vanaf 1000 na Christus begroeid raakte met heide.
Grafheuvels van 2000 voor Christus duiden op de eerste menselijke bewoning. Hees wordt al in 838, eerder dan Soest (1028), in de oorkonden genoemd. De naam Hees is waarschijnlijk afgeleid van het woord hasjo, dat heg, kreupelhout of struikgewas betekent. Ook zou de naam afgeleid kunnen zijn van het woud Fornheze.

### Laag Hees
Vanaf de 13e eeuw wordt het gebied grootschalig ontgonnen voor turfwinning, nadat monniken hebben ontdekt dat er een veenpakket onder de bovenste laag zit. Via de Turfweg wordt de brandstof uit het Heezerveen afgevoerd naar de Grote Melm aan de rivier de Eem. Rond 1600 is Laag Hees grotendeels afgegraven. Bij Hees ontstaan zandverstuivingen en heidevelden en het dorp wordt verlaten.
In 1823 koopt Andries de Wilde het landgoed Pijnenburg, waar Hees onderdeel van uitmaakte, en laat er door werklozen bomen planten. Her en der worden voormalige akkerlandjes opengelaten, waarschijnlijk als reevoederterreinen. De Wilde laat een zestal boerderijen bouwen. In 1859 komt het landgoed in bezit van H.A. Insinger. In de loop van de tijd verkopen erfgenamen delen van het gebied. Achterkleinzoon O. Insinger heeft nu alleen nog het Baarnse deel van Pijnenburg in bezit.
In de 19e eeuw is (Laag) Hees een achtergebleven gebied, bestaande uit enkele boerderijen op vele honderden meters van elkaar. De bewoners zijn keuterboeren en vaak in plaggenhutten wonende landarbeiders. Door de uitbreiding van Soest in de 20e eeuw is Hees inmiddels vrijwel vastgegroeid aan Soest. Toch bestaat er nog steeds een zeker buurtgevoel.
Sinds 1909 heeft Hees een basisschool. Voor die tijd moesten kinderen uit Hees, als ze al naar school gingen, kilometers lopen naar de school in Soest. De school in Hees werd gefinancierd door de familie Insinger, eigenaars van het landgoed Pijnenburg. Als dank werd de School Hees in 1954 tot Insingerschool omgedoopt en werd de Schoolstraat hernoemd in Insingerstraat.

### Hoog Hees
Hoog Hees, op de hoge zandgronden ten oosten van het vroegere dorp, wordt in 1823 eveneens door de Wilde gekocht. In 1860 verkoopt hij het aan Jonkheer Jacob Ram. Deze laat er in 1867 de buitenplaats De Paltz bouwen, welke hij in 1879 verkoopt aan Jonkheer Louis Rutgers van Rozenburg. In 1922 wordt het verkocht aan de houthandelaar Van der Kroll. Deze laat grote delen van het park kappen en vervangen door productiebos. In de jaren 1960-70 wordt een groot deel afgegraven voor zandwinning.

## Trivia
- De buurtschap Hees heeft ook een voetbalclub, v.v. Hees.

Dorpen: Soest · Soestduinen · Soesterberg

Buurtschappen: De Birkt · Hees · Soestdijk · Wieksloot

Utrecht · Plaatsen in de provincie      Nederland · Provincies · Gemeenten